# Augusta di Reuss-Köstritz
Augusta Matilde Guglielmina di Reuß-Köstritz (Klipphausen, 26 maggio 1822 – Schwerin, 3 marzo 1862) fu la consorte e prima moglie di Federico Francesco III, Granduca di Meclemburgo-Schwerin.

## Infanzia
La Principessa Augusta di Reuss-Köstritz, terzogenita e seconda figlia femmina del Principe Enrico LXIII di Reuss-Köstritz, e della sua prima moglie, la Contessa Eleonore di Stolberg-Wernigerode, nacque a Klipphausen, nel Regno di Sassonia.
La sua famiglia apparteneva alla linea cadetta del Casato di Reuss.

## Matrimonio
Il 3 novembre 1849 a Ludwigslust Augusta sposò Federico Francesco III, Granduca di Meclemburgo-Schwerin figlio di Paolo Federico, Granduca di Meclemburgo-Schwerin. Insieme ebbero sei figli.
- Federico Francesco III (1851–1897) padre di Alessandrina, Regina di Danimarca e Cecilia, ultima Principessa Ereditaria di Prussia.
- Paolo Federico (1852–1923) sposò la Principessa Maria di Windisch-Grätz.
- Maria (1854–1920) sposò il Granduca Vladimir Aleksandrovič di Russia. Il loro figlio Kirill diventò pretendente al trono russo dopo l'assassinio di suo cugino Nicola II di Russia.
- Duca Nicola (1855–1856).
- Giovanni Alberto (1857–1920) reggente imperiale del Ducato di Brunswick; sposò la Principessa Elisabetta Sibilla di Sassonia-Weimar-Eisenach.
- Duca Alessandro (1859-1859).

## Morte

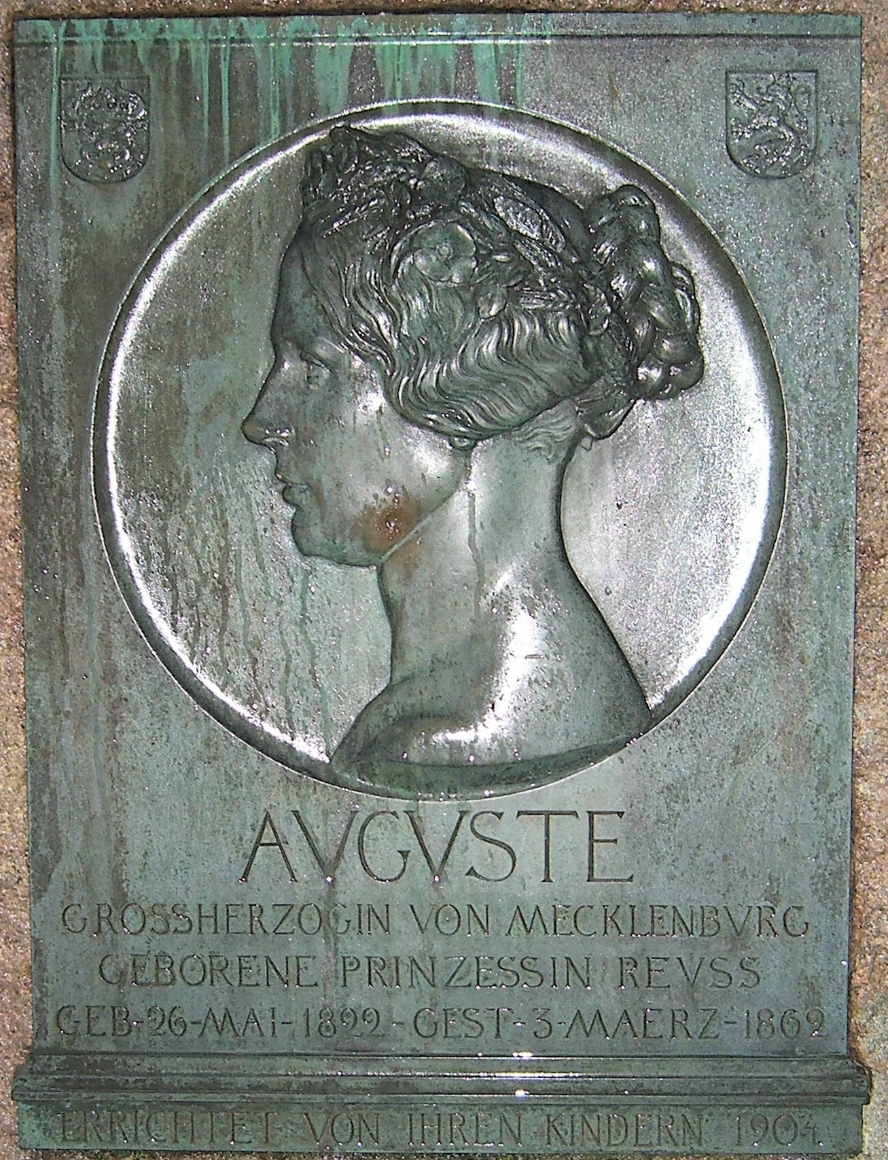
Memoriale di Augusta a Schwerin.

La prematura morte di Augusta sollevò alcuni interrogativi a corte. Si disse che Augusta morì per "problemi bronchiali associati a malattia cardiaca". un biografo disse, morì per un genere di febbre.
Augusta fu sepolta nei giardini del Castello di Schwerin e nel 1905 fu costruito un ritratto memoriale dallo scultore Wilhelm Wandschneider.

## Titoli e denominazione
- 26 maggio 1822 –  3 novembre 1849: Sua Altezza Serenissima Principessa Augusta di Reuss-Köstritz.
- 3 novembre 1849 – 3 marzo 1862: Sua Altezza Reale La Granduchessa di Meclemburgo-Schwerin.

## Albero genealogico
|                                              |                                         |                                            | Genitori                                    |  |  | Nonni |  |  | Bisnonni                          |  |  | Trisnonni                           |  |
|                                              |                                         |                                            |                                             |  |  |       |  |  | Conte Enrico IX di Reuss-Köstritz |  |  | Conte Enrico XXIV di Reuss-Köstritz |  |
|                                              |                                         |                                            |                                             |  |  |       |  |  | Conte Enrico IX di Reuss-Köstritz |  |  | Conte Enrico XXIV di Reuss-Köstritz |  |
|                                              |                                         | Baronessa Eleonora di Promnitz-Dittersbach |                                             |  |  |       |  |  | Conte Enrico IX di Reuss-Köstritz |  |  |                                     |  |
| Principe Enrico XLIV di Reuss-Köstritz       |                                         |                                            |                                             |  |  |       |  |  | Conte Enrico IX di Reuss-Köstritz |  |  |                                     |  |
|                                              |                                         | Contessa Amalia di Wartensleben-Flodroff   | Conte Carlo di Wartensleben-Flodroff        |  |  |       |  |  |                                   |  |  |                                     |  |
|                                              |                                         | Contessa Amalia di Wartensleben-Flodroff   | Conte Carlo di Wartensleben-Flodroff        |  |  |       |  |  |                                   |  |  |                                     |  |
|                                              |                                         | Contessa Amalia di Wartensleben-Flodroff   | Giovanna Margherita Huyssen-Kattendijke     |  |  |       |  |  |                                   |  |  |                                     |  |
| Principe Enrico LXIII di Reuss-Köstritz      |                                         | Contessa Amalia di Wartensleben-Flodroff   |                                             |  |  |       |  |  |                                   |  |  |                                     |  |
|                                              |                                         | Barone Federico di Geuder-Rabensteiner     | Barone Giovanni di Geuder-Rabensteiner      |  |  |       |  |  |                                   |  |  |                                     |  |
|                                              |                                         | Barone Federico di Geuder-Rabensteiner     | Barone Giovanni di Geuder-Rabensteiner      |  |  |       |  |  |                                   |  |  |                                     |  |
|                                              |                                         | Barone Federico di Geuder-Rabensteiner     | Baronessa Sofia di Lettmath                 |  |  |       |  |  |                                   |  |  |                                     |  |
| Baronessa Guglielmina di Geuder-Rabensteiner |                                         | Barone Federico di Geuder-Rabensteiner     |                                             |  |  |       |  |  |                                   |  |  |                                     |  |
|                                              |                                         | Giovanna di Bredow                         | Giovanni Luigi di Bredow                    |  |  |       |  |  |                                   |  |  |                                     |  |
|                                              |                                         | Giovanna di Bredow                         | Giovanni Luigi di Bredow                    |  |  |       |  |  |                                   |  |  |                                     |  |
|                                              |                                         | Giovanna di Bredow                         | Sofia di Borcke                             |  |  |       |  |  |                                   |  |  |                                     |  |
| Principessa Augusta di Reuss-Köstritz        |                                         | Giovanna di Bredow                         |                                             |  |  |       |  |  |                                   |  |  |                                     |  |
|                                              | Conte Cristiano di Stolberg-Wernigerode | Conte Enrico di Stolberg-Wernigerode       |                                             |  |  |       |  |  |                                   |  |  |                                     |  |
|                                              | Conte Cristiano di Stolberg-Wernigerode | Conte Enrico di Stolberg-Wernigerode       |                                             |  |  |       |  |  |                                   |  |  |                                     |  |
|                                              | Conte Cristiano di Stolberg-Wernigerode | Principessa Cristiana di Anhalt-Köthen     |                                             |  |  |       |  |  |                                   |  |  |                                     |  |
| Conte Enrico di Stolberg-Wernigerode         | Conte Cristiano di Stolberg-Wernigerode |                                            |                                             |  |  |       |  |  |                                   |  |  |                                     |  |
|                                              |                                         | Countessa Augusta di Stolberg-Stolberg     | Conte Cristoforo di Stolberg-Stolberg       |  |  |       |  |  |                                   |  |  |                                     |  |
|                                              |                                         | Countessa Augusta di Stolberg-Stolberg     | Conte Cristoforo di Stolberg-Stolberg       |  |  |       |  |  |                                   |  |  |                                     |  |
|                                              |                                         | Countessa Augusta di Stolberg-Stolberg     | Contessa Luigia di Stolberg-Rossla          |  |  |       |  |  |                                   |  |  |                                     |  |
| Contessa Eleonora di Stolberg-Wernigerode    |                                         | Countessa Augusta di Stolberg-Stolberg     |                                             |  |  |       |  |  |                                   |  |  |                                     |  |
|                                              |                                         | Principe Oddone di Schonburg-Waldenburg    | Principe Alberto di Schonburg-Waldenburg    |  |  |       |  |  |                                   |  |  |                                     |  |
|                                              |                                         | Principe Oddone di Schonburg-Waldenburg    | Principe Alberto di Schonburg-Waldenburg    |  |  |       |  |  |                                   |  |  |                                     |  |
|                                              |                                         | Principe Oddone di Schonburg-Waldenburg    | Federica von der Marwitz                    |  |  |       |  |  |                                   |  |  |                                     |  |
| Principessa Giovanna di Schonburg-Waldenburg |                                         | Principe Oddone di Schonburg-Waldenburg    |                                             |  |  |       |  |  |                                   |  |  |                                     |  |
|                                              |                                         | Contessa Enrichetta di Reuss-Köstritz      | Conte Enrico di Reuss-Köstritz              |  |  |       |  |  |                                   |  |  |                                     |  |
|                                              |                                         | Contessa Enrichetta di Reuss-Köstritz      | Conte Enrico di Reuss-Köstritz              |  |  |       |  |  |                                   |  |  |                                     |  |
|                                              |                                         | Contessa Enrichetta di Reuss-Köstritz      | Contessa Ernestina di Schönburg-Wechselburg |  |  |       |  |  |                                   |  |  |                                     |  |
|                                              |                                         | Contessa Enrichetta di Reuss-Köstritz      |                                             |  |  |       |  |  |                                   |  |  |                                     |  |